# TACS
TACS — (англ. Total Access Communications System) — аналоговая сотовая система связи общего доступа первого поколения. ETACS — её расширенный (в первую очередь по числу каналов) вариант. В 1985 году Великобритания приняла в качестве национального стандарт TACS (Total Access Communications System), разработанный на основе AMPS. Сети этого стандарта были развёрнуты и в Ирландии. Эксплуатация последнего фрагмента этого типа сетей в Великобритании была прекращена 31 мая 2001 года (оператор Vodafone).
Полоса частот на передачу БС 935—950 МГц (917—933 ETACS), МС 890—905 МГц (872—888 ETACS). Разнос речевых каналов 25 кГц. Общее число каналов 600 (640 ETACS). Тип модуляции FSK. Радиус ячейки 2-20 км. Время переключения на границе ячейки до 290 мс.
Сети этого стандарта были развёрнуты в Кении, Кувейте, Макао, Малайзии (оператор Celcom), Мальте, Нигерии, Филиппинах, Сингапуре, Испании (оператор Telefónica) Йемене, Заире, Турции и некоторых других странах. Вариант системы, JTAC также использовался в Японии и Гонконге.